# Stanisław Nowicki (drukarz)
Stanisław Nowicki (ur. 6 kwietnia 1870 w Stęszewie, zm. 27 sierpnia 1948 w Poznaniu) – polski drukarz, działacz robotniczy i polityk. Marszałek Polskiego Sejmu Dzielnicowego w Poznaniu. Wicemarszałek Sejmu Ustawodawczego (1919).

## Życiorys
Urodził się 6 kwietnia 1870 w Stęszewie koło Poznania w rodzinie mistrza bednarskiego Teofila i Marii z Tomiaków. Chodził do szkoły podstawowej w Stęszewie, a po przeprowadzce w Poznaniu. W poznańskiej drukarni Ludwika Rzepeckiego przez pięć lat uczył się drukarstwa.
W latach 1891–1906 pracował w poznańskiej drukarni "Orędownika", gdzie był kierownikiem technicznym. Był też przewodniczącym Stowarzyszenia Drukarzy Polskich i był członkiem zarządu  Związku Towarzystw Przemysłowych. Współzałożyciel (1902)  Polskiego Związku Zawodowego. Publikował artykuły o polskim ruchu zawodowym. W 1906 został redaktorem "Kuriera Poznańskiego" W 1909 wybrany na  prezesa Oddziału Rzemieślniczo-Robotniczego Zjednoczenia Zawodowego Polskiego.
W 1910 wybrany deputowanym do Reichstagu w miejsce Bernarda Chrzanowskiego. Ponownie wybrany w 1912, mandat piastował do 1918. Współzałożyciel (1918) Narodowego Stronnictwa Robotników i od kwietnia 1918 prezes jego zarządu. W listopadzie 1918 został członkiem Rady Ludowej miasta Poznania. W grudniu tego roku został najpierw delegatem a następnie marszałkiem  Polskiego Sejmu Dzielnicowego w Poznaniu. Był też członkiem Naczelnej Rady Ludowej i z tego tytułu witał na dworcu poznańskim Ignacego Jana Paderewskiego 26 grudnia 1918. W lutym 1919 został posłem na Sejm Ustawodawczy, gdzie był prezesem Narodowo-Robotniczego Koła Sejmowego. 30 czerwca 1919 wybrany na wicemarszałka Sejmu, zrzekając się jednocześnie funkcji prezesa NRKS. Współzałożyciel  Komitetu Obrony Śląska i członek  Wydziału Agitacyjnego. Po uchwaleniu wotum nieufności dla zarządu NSR złożył mandat poselski i funkcję wicemarszałka, a także prezesurę partii (wrzesień 1919). Udzielał się nadal społecznie.
W 1931 przeszedł na emeryturę. Udzielał się jednak dalej społecznie. Politycznie większej roli już nie odgrywał, choć należał do chadecji. Okres okupacji niemieckiej spędził u córki w Poznaniu. Po wyzwoleniu zgłosił się do pracy w magistracie: od lutego do września 1945 był doradcą prezydenta Poznania (Feliksa Maciejewskiego i Stanisława Sroki) oraz brał udział w odbudowie samorządu miejskiego.
Zmarł 27 sierpnia 1948 w Poznaniu w wieku 78 lat. Został pochowany na cmentarzu Górczyńskim w Poznaniu.

## Życie prywatne
W 1897 ożenił się z Marianną Gierszewską. Mieli ośmioro dzieci: Wacława, Władysława, Zofię (po mężu Adamską), Bogusława (mgr inż. chemika), Jana Nepomucena, Stanisława, Franciszka i Adama.